# Stati Uniti d'America ai Giochi della XXXIII Olimpiade
Gli Stati Uniti d'America hanno preso parte ai Giochi della XXXIII Olimpiade, svoltisi a Parigi dal 26 luglio all'11 agosto 2024, con una delegazione di 619 atleti (incluse le riserve), 291 uomini e 328 donne in 34 sports e in 44 discipline.
Alle competizioni hanno partecipato 591 atleti.
I portabandiera alla cerimonia di apertura sono stati LeBron James e Coco Gauff.

## Medagliere

### Medaglie d'oro
| Medaglia | Nome | Sport             | Evento                                      |
| -------- | --- | ----------------- | ------------------------------------------- |
| Oro      | Jack Alexy Hunter Armstrong Caeleb Dressel Chris Guiliano Ryan Held Matthew King | Nuoto             | Staffetta 4x100 metri stile libero maschile |
| Oro      | Lee Kiefer | Scherma           | Fioretto individuale femminile              |
| Oro      | Torri Huske | Nuoto             | 100 metri farfalla femminili                |
| Oro      | Simone Biles Jade Carey Jordan Chiles Sunisa Lee Hezly Rivera | Ginnastica        | Concorso a squadre femminile                |
| Oro      | Katie Ledecky | Nuoto             | 1500 metri stile libero femminili           |
| Oro      | Jacqueline Dubrovich Lee Kiefer Lauren Scruggs Maia Weintraub | Scherma           | Fioretto a squadre femminile                |
| Oro      | Simone Biles | Ginnastica        | Concorso individuale femminile              |
| Oro      | Justin Best Liam Corrigan Michael Grady Nick Mead | Canottaggio       | 4 senza maschile                            |
| Oro      | Kate Douglass | Nuoto             | 200 metri rana femminili                    |
| Oro      | Ryan Crouser | Atletica leggera  | Getto del peso maschile                     |
| Oro      | Simone Biles | Ginnastica        | Volteggio femminile                         |
| Oro      | Vincent Hancock | Tiro              | Skeet maschile                              |
| Oro      | Katie Ledecky | Nuoto             | 800 metri stile libero femminili            |
| Oro      | Caeleb Dressel Nic Fink Torri Huske Ryan Murphy Regan Smith Charlie Swanson Gretchen Walsh Abbey Weitzeil | Nuoto             | Staffetta 4x100 metri misti mista           |
| Oro      | Noah Lyles | Atletica leggera  | 100 metri piani maschili                    |
| Oro      | Kristen Faulkner | Ciclismo          | Corsa in linea femminile                    |
| Oro      | Scottie Scheffler | Golf              | Individuale maschile                        |
| Oro      | Robert Finke | Nuoto             | 1500 metri stile libero maschili            |
| Oro      | Katharine Berkoff Kate Douglass Torri Huske Lilly King Alex Shackell Regan Smith Gretchen Walsh Emma Weber | Nuoto             | Staffetta 4x100 metri misti femminile       |
| Oro      | Valarie Allman | Atletica leggera  | Lancio del disco femminile                  |
| Oro      | Caroline Marks | Surf              | Shortboard femminile                        |
| Oro      | Cole Hocker | Atletica leggera  | 1500 metri piani maschili                   |
| Oro      | Gabrielle Thomas | Atletica leggera  | 200 metri piani femminili                   |
| Oro      | Amit Elor | Lotta             | 68 kg femminile                             |
| Oro      | Quincy Hall | Atletica leggera  | 400 metri piani maschili                    |
| Oro      | Chloé Dygert Kristen Faulkner Jennifer Valente Lily Williams | Ciclismo          | Inseguimento a squadre femminile            |
| Oro      | Sarah Hildebrandt | Lotta             | 50 kg femminile                             |
| Oro      | Grant Holloway | Atletica leggera  | 110 metri ostacoli                          |
| Oro      | Sydney McLaughlin-Levrone | Atletica leggera  | 400 metri ostacoli femminili                |
| Oro      | Tara Davis-Woodhall | Atletica leggera  | Salto in lungo femminile                    |
| Oro      | Rai Benjamin | Atletica leggera  | 400 metri ostacoli maschili                 |
| Oro      | Melissa Jefferson Sha'Carri Richardson Twanisha Terry Gabrielle Thomas | Atletica leggera  | Staffetta 4×100 metri femminile             |
| Oro      | Olivia Reeves | Sollevamento pesi | 71 kg femminile                             |
| Oro      | Christopher Bailey Rai Benjamin Bryce Deadmon Vernon Norwood Quincy Wilson | Atletica leggera  | Staffetta 4×400 metri maschile              |
| Oro      | Masai Russell | Atletica leggera  | 100 metri ostacoli                          |
| Oro      | Kaylyn Brown Aaliyah Butler Quanera Hayes Alexis Holmes Shamier Little Sydney McLaughlin-Levrone Gabrielle Thomas | Atletica leggera  | Staffetta 4×400 metri femminile             |
| Oro      | Bam Adebayo Devin Booker Stephen Curry Anthony Davis Kevin Durant Anthony Edwards Joel Embiid Tyrese Haliburton Jrue Holiday LeBron James Jayson Tatum Derrick White | Pallacanestro     | Torneo maschile                             |
| Oro      | Korbin Albert Croix Bethune Sam Coffey Tierna Davidson Crystal Dunn Emily Fox Naomi Girma Lindsey Horan Casey Krueger Rose Lavelle Casey Murphy Alyssa Naeher Jenna Nighswonger Trinity Rodman Emily Sams Jaedyn Shaw Sophia Smith Emily Sonnett Mallory Swanson Lynn Williams | Calcio            | Torneo femminile                            |
| Oro      | Jennifer Valente | Ciclismo          | Omnium femminile                            |
| Oro      | Napheesa Collier Kahleah Copper Chelsea Gray Brittney Griner Sabrina Ionescu Jewell Loyd Kelsey Plum Breanna Stewart Diana Taurasi Alyssa Thomas A'ja Wilson Jackie Young | Pallacanestro     | Torneo femminile                            |

### Medaglie d'argento
| Medaglia | Nome | Sport                | Evento                                       |
| -------- | --- | -------------------- | -------------------------------------------- |
| Argento  | Sarah Bacon Kassidy Cook | Tuffi                | Trampolino 3 metri sincro femminile          |
| Argento  | Erika Connolly Kate Douglass Torri Huske Simone Manuel Gretchen Walsh Abbey Weitzeil | Nuoto                | Staffetta 4x100 metri stile libero femminile |
| Argento  | Haley Batten | Ciclismo             | Cross country femminile                      |
| Argento  | Lauren Scruggs | Scherma              | Fioretto individuale femminile               |
| Argento  | Nic Fink | Nuoto                | 100 metri rana maschili                      |
| Argento  | Gretchen Walsh | Nuoto                | 100 metri farfalla femminili                 |
| Argento  | Jagger Eaton | Skateboard           | Street maschile                              |
| Argento  | Katie Grimes | Nuoto                | 400 metri misti femminili                    |
| Argento  | Robert Finke | Nuoto                | 800 metri stile libero maschili              |
| Argento  | Brooks Curry Carson Foster Chris Guiliano Luke Hobson Drew Kibler Blake Pieroni Kieran Smith | Nuoto                | Staffetta 4x200 metri stile libero maschile  |
| Argento  | Regan Smith | Nuoto                | 100 metri dorso femminili                    |
| Argento  | Perris Benegas | Ciclismo             | BMX freestyle femminile                      |
| Argento  | Torri Huske | Nuoto                | 100 metri stile libero femminili             |
| Argento  | Regan Smith | Nuoto                | 200 metri farfalla femminili                 |
| Argento  | Erin Gemmel Katie Ledecky Paige Madden Simone Manuel Anna Peplowski Alex Shackell Claire Weinstein | Nuoto                | Staffetta 4x200 metri stile libero femminile |
| Argento  | Karl Cook Laura Kraut McLain Ward | Equitazione          | Salto ostacoli a squadre                     |
| Argento  | Sagen Maddalena | Tiro                 | Carabina 50 metri 3 posizioni femminile      |
| Argento  | Regan Smith | Nuoto                | 200 metri dorso femminili                    |
| Argento  | Joe Kovacs | Atletica leggera     | Getto del peso maschile                      |
| Argento  | Sha'Carri Richardson | Atletica leggera     | 100 metri piani femminili                    |
| Argento  | Kaylyn Brown Bryce Deadmon Shamier Little Vernon Norwood | Atletica leggera     | Staffetta 4×400 metri mista                  |
| Argento  | Conner Prince | Tiro                 | Skeet maschile                               |
| Argento  | Kate Douglass | Nuoto                | 200 metri misti femminili                    |
| Argento  | Austin Krajicek Rajeev Ram | Tennis               | Doppio maschile                              |
| Argento  | Brady Ellison | Tiro con l'arco      | Individuale maschile                         |
| Argento  | Jack Alexy Hunter Armstrong Caeleb Dressel Nic Fink Thomas Heilman Ryan Murphy Charlie Swanson | Nuoto                | Staffetta 4x100 metri misti maschile         |
| Argento  | Sam Kendricks | Atletica leggera     | Salto con l'asta maschile                    |
| Argento  | Simone Biles | Ginnastica           | Corpo libero femminile                       |
| Argento  | Vincent Hancock Austen Smith | Tiro                 | Skeet a squadre                              |
| Argento  | Taylor Knibb Morgan Pearson Seth Rider Taylor Spivey | Triathlon            | Gara a squadre                               |
| Argento  | Annette Echikunwoke | Atletica leggera     | Lancio del martello femminile                |
| Argento  | Anita Alvarez Jaime Czarkowski Megumi Field Keana Hunter Audrey Kwon Jacklyn Luu Daniella Ramirez Ruby Remati                                                                                          | Nuoto artistico      | Squadre                                      |
| Argento  | Katie Moon | Atletica leggera     | Salto con l'asta femminile                   |
| Argento  | Kenneth Rooks | Atletica leggera     | 3000 metri siepi maschili                    |
| Argento  | Tom Schaar | Skateboard           | Park maschile                                |
| Argento  | Kenneth Bednarek | Atletica leggera     | 200 metri piani maschili                     |
| Argento  | Daniel Roberts | Atletica leggera     | 110 metri ostacoli                           |
| Argento  | Anna Cockrell | Atletica leggera     | 400 metri ostacoli femminili                 |
| Argento  | Spencer Lee | Lotta                | 57 kg maschile                               |
| Argento  | Shelby McEwen | Atletica leggera     | Salto in alto maschile                       |
| Argento  | Nevin Harrison | Canoa/kayak          | C1 200 metri femminile                       |
| Argento  | Brooke Raboutou | Arrampicata sportiva | Boulder e Lead femminile                     |
| Argento  | Lauren Carlini Andrea Drews Micha Hancock Jordan Larson Chiaka Ogbogu Kathryn Plummer Jordyn Poulter Dana Rettke Kelsey Robinson Avery Skinner Jordan Thompson Haleigh Washington Justine Wong-Orantes | Pallavolo            | Torneo femminile                             |
| Argento  | Kennedy Blades | Lotta                | 76 kg femminile                              |

### Medaglie di bronzo
| Medaglia | Nome | Sport                | Evento                           |
| -------- | --- | -------------------- | -------------------------------- |
| Bronzo   | Chloé Dygert | Ciclismo             | Cronometro femminile             |
| Bronzo   | Katie Ledecky | Nuoto                | 400 metri stile libero femminili |
| Bronzo   | Carson Foster | Nuoto                | 400 metri misti maschili         |
| Bronzo   | Nick Itkin | Scherma              | Fioretto individuale maschile    |
| Bronzo   | Asher Hong Paul Juda Brody Malone Stephen Nedoroscik Fred Richard | Ginnastica           | Concorso a squadre maschile      |
| Bronzo   | Nyjah Huston | Skateboard           | Street maschile                  |
| Bronzo   | Luke Hobson | Nuoto                | 200 metri stile libero maschili  |
| Bronzo   | Ryan Murphy | Nuoto                | 100 metri dorso maschili         |
| Bronzo   | Emma Weyant | Nuoto                | 400 metri misti femminili        |
| Bronzo   | Kayla Canett Lauren Doyle Alev Kelter Kristi Kirshe Sarah Levy Ilona Maher Alena Olsen Ariana Ramsey Stephanie Rovetti Spiff Sedrick Sammy Sullivan Naya Tapper           | Rugby a 7            | Torneo femminile                 |
| Bronzo   | Katharine Berkoff | Nuoto                | 100 metri dorso femminili        |
| Bronzo   | Evy Leibfarth | Canoa/kayak          | Slalom C1 femminile              |
| Bronzo   | Sunisa Lee | Ginnastica           | Concorso individuale femminile   |
| Bronzo   | Brady Ellison Casey Kaufhold | Tiro con l'arco      | Squadre miste                    |
| Bronzo   | Grant Fisher | Atletica leggera     | 10000 metri piani maschili       |
| Bronzo   | Ian Barrows Hans Henken | Vela                 | 49er maschile                    |
| Bronzo   | Melissa Jefferson | Atletica leggera     | 100 metri piani femminili        |
| Bronzo   | Jasmine Moore | Atletica leggera     | Salto triplo femminile           |
| Bronzo   | Stephen Nedoroscik | Ginnastica           | Cavallo                          |
| Bronzo   | Jade Carey | Ginnastica           | Volteggio femminile              |
| Bronzo   | Christopher Carlson Peter Chatain Clark Dean Henry Hollingsworth Rielly Milne Evan Olson Pieter Quinton Nicholas Rusher Christian Tabash                                  | Canottaggio          | Otto maschile                    |
| Bronzo   | Paige Madden | Nuoto                | 800 metri stile libero femminili |
| Bronzo   | Taylor Fritz Tommy Paul | Tennis               | Doppio maschile                  |
| Bronzo   | Fred Kerley | Atletica leggera     | 100 metri piani maschili         |
| Bronzo   | Sunisa Lee | Ginnastica           | Parallele asimmetriche           |
| Bronzo   | Austen Smith | Tiro                 | Skeet femminile                  |
| Bronzo   | Cierra Burdick Dearica Hamby Rhyne Howard Hailey Van Lith | Pallacanestro        | Torneo 3x3 femminile             |
| Bronzo   | Yared Nuguse | Atletica leggera     | 1500 metri piani maschili        |
| Bronzo   | Brittany Brown | Atletica leggera     | 200 metri piani femminili        |
| Bronzo   | Omari Jones | Pugilato             | Pesi welter maschile             |
| Bronzo   | Hampton Morris | Sollevamento pesi    | 61 kg maschile                   |
| Bronzo   | Noah Lyles | Atletica leggera     | 200 metri piani maschili         |
| Bronzo   | Jasmine Moore | Atletica leggera     | Salto in lungo femminile         |
| Bronzo   | Sam Watson | Arrampicata sportiva | Speed maschile                   |
| Bronzo   | Kristina Teachout | Taekwondo            | 67 kg femminile                  |
| Bronzo   | Matt Anderson Taylor Averill Micah Christenson TJ DeFalco Maxwell Holt Thomas Jaeschke Jeffrey Jendryk Micah Maʻa Garrett Muagututia Aaron Russell Erik Shoji David Smith | Pallavolo            | Torneo maschile                  |
| Bronzo   | Aaron Brooks | Lotta                | 86 kg maschile                   |
| Bronzo   | Helen Maroulis | Lotta                | 57 kg femminile                  |
| Bronzo   | Grant Fisher | Atletica leggera     | 5000 metri piani maschili        |
| Bronzo   | Victor Montalvo | Break dance          | Gara maschile                    |
| Bronzo   | Kyle Dake | Lotta                | 74 kg maschile                   |
| Bronzo   | Alex Bowen Luca Cupido Hannes Daube Chase Dodd Ryder Dodd Ben Hallock Drew Holland Johnny Hooper Max Irving Alex Obert Marko Vavic Adrian Weinberg Dylan Woodhead         | Pallanuoto           | Torneo maschile                  |

## Delegazione
| Sport                | Uomini | Donne | Totale |
| -------------------- | ------ | ----- | ------ |
| Arrampicata sportiva | 4      | 4     | 8      |
| Atletica leggera     | 62     | 64    | 126    |
| Badminton            | 3      | 4     | 7      |
| Beach volley         | 4      | 4     | 8      |
| Break dance          | 2      | 2     | 4      |
| Calcio               | 19     | 20    | 39     |
| Canoa/kayak          | 3      | 2     | 5      |
| Canottaggio          | 18     | 24    | 42     |
| Ciclismo             | 11     | 14    | 25     |
| Equitazione          | 7      | 5     | 12     |
| Ginnastica           | 6      | 7     | 13     |
| Golf                 | 4      | 3     | 7      |
| Hockey su prato      | 0      | 16    | 16     |
| Judo                 | 2      | 2     | 4      |
| Lotta                | 10     | 6     | 16     |
| Nuoto                | 27     | 21    | 48     |
| Nuoto artistico      | 0      | 9     | 9      |
| Pallacanestro        | 16     | 16    | 32     |
| Pallanuoto           | 13     | 13    | 26     |
| Pallavolo            | 13     | 13    | 26     |
| Pentathlon moderno   | 0      | 1     | 1      |
| Pugilato             | 4      | 4     | 8      |
| Rugby a 7            | 14     | 12    | 26     |
| Scherma              | 8      | 12    | 20     |
| Skateboard           | 6      | 6     | 12     |
| Sollevamento pesi    | 2      | 3     | 5      |
| Surf                 | 2      | 3     | 5      |
| Taekwondo            | 2      | 2     | 4      |
| Tennis               | 6      | 5     | 11     |
| Tennistavolo         | 1      | 3     | 4      |
| Tiro con l'arco      | 1      | 3     | 4      |
| Tiro                 | 8      | 9     | 17     |
| Triathlon            | 2      | 3     | 5      |
| Tuffi                | 5      | 6     | 11     |
| Vela                 | 6      | 7     | 13     |
| Totale               | 291    | 329   | 619    |

## Risultati

### Arrampicata sportiva
Boulder & lead
| Atleta           | Evento | Qualificazione | Qualificazione | Qualificazione | Qualificazione | Qualificazione | Qualificazione | Finale          | Finale          | Finale          | Finale          | Finale          | Finale          |
| Atleta           | Evento | Boulder        | Boulder        | Lead           | Lead           | Totale         | Rank           | Boulder         | Boulder         | Lead            | Lead            | Totale          | Rank            |
| Atleta           | Evento | Risultato      | Posizione      | Risultato      | Posizione      | Totale         | Rank           | Risultato       | Posizione       | Risultato       | Posizione       | Totale          | Rank            |
| ---------------- | ------ | -------------- | -------------- | -------------- | -------------- | -------------- | -------------- | --------------- | --------------- | --------------- | --------------- | --------------- | --------------- |
| Colin Duffy      | Uomini | 33.8           | 11             | 54.1           | 6              | 87.9           | 7º Q           | 68.3            | 2               | 68.1            | 7               | 136.4           | 4º              |
| Jesse Grupper    | Uomini | 18.9           | 18             | 21.0           | 17             | 30.9           | 18º            | Non qualificato | Non qualificato | Non qualificato | Non qualificato | Non qualificato | Non qualificato |
| Natalia Grossman | Donne  | 69.2           | 5              | 39.1           | 18             | 108.3          | 11ª            | Non qualificata | Non qualificata | Non qualificata | Non qualificata | Non qualificata | Non qualificata |
| Brooke Raboutou  | Donne  | 83.7           | 3              | 72.1           | 4              | 155.8          | 3ª Q           | 84.0            | 2               | 72.0            | 5               | 156.0           |                 |

### Atletica leggera
| Q | Qualificato al turno successivo per la posizione in qualificazione                                                           |
| q | Qualificato per il turno successivo per ripescaggio o, negli eventi su campo, conquistando la misura minima per qualificarsi |

Eventi su pista e strada
| Atleta | Evento | Batteria  | Batteria  | Ripescaggio | Ripescaggio | Semifinale | Semifinale | Finale    | Finale    |
| Atleta | Evento | Risultato | Posizione | Risultato   | Posizione   | Risultato  | Posizione  | Risultato | Posizione |
| ------ | ------ | --------- | --------- | ----------- | ----------- | ---------- | ---------- | --------- | --------- |

Eventi su campo
| Atleta | Evento | Qualificazione | Qualificazione | Finale    | Finale |
| Atleta | Evento | Risultato      | Rank           | Risultato | Rank   |
| ------ | ------ | -------------- | -------------- | --------- | ------ |

Eventi multipli - Eptathlon
| Atleta | Evento | 100H | HJ | SP | 200 m | LJ | JT | 800 m | Finale | Posizione |
| ------ | ------ | ---- | -- | -- | ----- | -- | -- | ----- | ------ | --------- |

### Badminton
| Atleta | Evento | Fase a gruppi        | Fase a gruppi        | Fase a gruppi        | Fase a gruppi | Eliminazione         | Quarti di finale     | Semifinale           | Finale Oro / Bronzo  | Finale Oro / Bronzo |
| Atleta | Evento | Avversario Risultato | Avversario Risultato | Avversario Risultato | Rank          | Avversario Risultato | Avversario Risultato | Avversario Risultato | Avversario Risultato | Rank                |
| ------ | ------ | -------------------- | -------------------- | -------------------- | ------------- | -------------------- | -------------------- | -------------------- | -------------------- | ------------------- |

### Beach volley
Femminile
| Atlete | Evento | Preliminari      | Preliminari      | Preliminari      | Preliminari | Ottavi di finale | Quarti di finale | Semifinale       | Finale / BM      | Finale / BM |
| Atlete | Evento | Avversario Punti | Avversario Punti | Avversario Punti | Posizione   | Avversario Punti | Avversario Punti | Avversario Punti | Avversario Punti | Posizione   |
| ------ | ------ | ---------------- | ---------------- | ---------------- | ----------- | ---------------- | ---------------- | ---------------- | ---------------- | ----------- |

### Canoa/Kayak

#### Slalom
Maschile
| Atleta | Evento | Qualificazioni | Qualificazioni | Qualificazioni | Qualificazioni | Qualificazioni | Qualificazioni | Semifinali | Semifinali | Semifinali | Finale   | Finale | Finale    |
| Atleta | Evento | 1ª manche      | Pos.           | 2ª manche      | Pos.           | Migliore       | Posizione      | Penalità   | Tempo      | Posizione  | Penalità | Tempo  | Posizione |
| ------ | ------ | -------------- | -------------- | -------------- | -------------- | -------------- | -------------- | ---------- | ---------- | ---------- | -------- | ------ | --------- |

Femminile
| Atleta | Evento | Qualificazioni | Qualificazioni | Qualificazioni | Qualificazioni | Qualificazioni | Qualificazioni | Semifinali | Semifinali | Semifinali | Finale   | Finale | Finale    |
| Atleta | Evento | 1ª manche      | Pos.           | 2ª manche      | Pos.           | Migliore       | Posizione      | Penalità   | Tempo      | Posizione  | Penalità | Tempo  | Posizione |
| ------ | ------ | -------------- | -------------- | -------------- | -------------- | -------------- | -------------- | ---------- | ---------- | ---------- | -------- | ------ | --------- |

### Canottaggio
Maschile
| Atleta | Evento | Batteria | Batteria  | Quarti di finale | Quarti di finale | Semifinali | Semifinali | Finale | Finale    |
| Atleta | Evento | Tempo    | Posizione | Tempo            | Posizione        | Tempo      | Posizione  | Tempo  | Posizione |
| ------ | ------ | -------- | --------- | ---------------- | ---------------- | ---------- | ---------- | ------ | --------- |

Femminile
| Atleta | Evento | Batteria | Batteria  | Ripescaggio | Ripescaggio | Semifinali | Semifinali | Finale | Finale    |
| Atleta | Evento | Tempo    | Posizione | Tempo       | Posizione   | Tempo      | Posizione  | Tempo  | Posizione |
| ------ | ------ | -------- | --------- | ----------- | ----------- | ---------- | ---------- | ------ | --------- |

Legenda: FA=Finale A (medaglia); FB=Finale B (non-medaglia); FC=Finale C (non-medaglial); FD=Finale D (non-medaglia); FE=Finale E (non-medaglia); FF=Finale F (non-medaglia); SA/B=Semifinali A/B; SC/D=Semifinali C/D; SE/F=Semifinali E/F; QF=Quarti di finale; R=Ripescaggio
|}

### Ciclismo

#### Ciclismo su strada
Maschile
| Atleta           | Evento                  | Tempo    | Posizione |
| ---------------- | ----------------------- | -------- | --------- |
| Matteo Jorgenson | Corsa in linea maschile | 6h20'50" | 9º        |
| Brandon McNulty  | Corsa in linea maschile | 6h21'54" | 24º       |
| Magnus Sheffield | Corsa in linea maschile | 6h26'57" | 42º       |
| Brandon McNulty  | Cronometro maschile     | 37'16"60 | 5º        |
| Magnus Sheffield | Cronometro maschile     | 38'05"24 | 16º       |

Femminile
| Atleta           | Evento                   | Tempo    | Posizione |
| ---------------- | ------------------------ | -------- | --------- |
| Chloé Dygert     | Corsa in linea femminile | 4h03'03" | 15ª       |
| Kristen Faulkner | Corsa in linea femminile | 3h59'23" |           |
| Chloé Dygert     | Cronometro femminile     | 41'10"70 |           |
| Taylor Knibb     | Cronometro femminile     | 43'03"46 | 19ª       |

#### Ciclismo su pista
Inseguimento
| Atleta                                                       | Evento                           | Qualificazione | Qualificazione | Semifinale               | Semifinale | Finale / FB              | Finale / FB |
| Atleta                                                       | Evento                           | Tempo          | Posizione      | Avversario Risultato     | Posizione  | Avversario Risultato     | Posizione   |
| ------------------------------------------------------------ | -------------------------------- | -------------- | -------------- | ------------------------ | ---------- | ------------------------ | ----------- |
| Chloé Dygert Kristen Faulkner Jennifer Valente Lily Williams | Inseguimento a squadre femminile | 4'05"238       | 2ª Q           | Gran Bretagna V 4'04"908 | 1ª Q       | Nuova Zelanda V 4'04"306 |             |

Omnium
| Atleta           | Evento           | Scratch race | Scratch race | Tempo race | Tempo race | Eliminazione race | Eliminazione race | Punti race | Punti race | Totale    | Totale |
| Atleta           | Evento           | Posizione    | Punti        | Posizione  | Punti      | Posizione         | Punti             | Posizione  | Punti      | Posizione | Punti  |
| ---------------- | ---------------- | ------------ | ------------ | ---------- | ---------- | ----------------- | ----------------- | ---------- | ---------- | --------- | ------ |
| Grant Koontz     | Omnium maschile  | 15º          | 12           | 9º         | 24         | 18º               | 6                 | 6º         | 0          | 16º       | 42     |
| Jennifer Valente | Omnium femminile | 1ª           | 40           | 2ª         | 38         | 1ª                | 40                | 18ª        | 26         |           | 144    |

Madison

| Atleta                         | Evento            | Tempo | Posizione |
| ------------------------------ | ----------------- | ----- | --------- |
| Jennifer Valente Lily Williams | Madison femminile | 18    | 4ª        |

#### BMX
Freestyle
| Atleta             | Evento              | Classificazione | Classificazione | Classificazione | Classificazione | Finale  | Finale  | Finale   | Finale    |
| Atleta             | Evento              | Prova 1         | Prova 2         | Media           | Posizione       | Prova 1 | Prova 2 | Migliore | Posizione |
| ------------------ | ------------------- | --------------- | --------------- | --------------- | --------------- | ------- | ------- | -------- | --------- |
| Marcus Christopher | Freestyle maschile  | 90,10           | 88,87           | 89,48           | 2º Q            | 29,40   | 93,11   | 93,11    | 4º        |
| Justin Dowell      | Freestyle maschile  | 88,40           | 89,74           | 89,07           | 4º              | 88,35   | 54,60   | 88,35    | 7º        |
| Perris Benegas     | Freestyle femminile | 86,20           | 84,68           | 85,44           | 4ª              | 83,40   | 90,70   | 90,70    |           |
| Hannah Roberts     | Freestyle femminile | 91,80           | 91,10           | 91,45           | 1ª Q            | 70,00   | 5,42    | 70,00    | 8º        |

Corsa
| Atleta           | Evento          | Quarti | Quarti    | Semifinale      | Semifinale      | Finale          | Finale          |
| Atleta           | Evento          | Punti  | Posizione | Punti           | Posizione       | Tempo           | Posizione       |
| ---------------- | --------------- | ------ | --------- | --------------- | --------------- | --------------- | --------------- |
| Kamren Larsen    | Corsa maschile  | 7      | 7º Q      | 19              | 14º             | Non qualificato | Non qualificato |
| Cameron Wood     | Corsa maschile  | 7      | 5º Q      | 11              | 7º              | 32"446          | 5º              |
| Felicia Stancil  | Corsa femminile | 20     | 22ª       | Non qualificata | Non qualificata | Non qualificata | Non qualificata |
| Daleny Vaughn    | Corsa femminile | 8      | 7ª Q      | 16              | 11ª             | Non qualificata | Non qualificata |
| Alise Willoughby | Corsa femminile | 3      | 3ª Q      | 11              | 5ª Q            | 36"171          | 6ª              |

#### Mountain biking
Maschile
| Atleta              | Evento        | Tempo    | Classifica |
| ------------------- | ------------- | -------- | ---------- |
| Riley Amos          | Cross-country | 1h28'08" | 7º         |
| Christopher Blevins | Cross-country | 1h29'06" | 13º        |

Femminile
| Atleta        | Evento        | Tempo    | Classifica |
| ------------- | ------------- | -------- | ---------- |
| Haley Batten  | Cross-country | 1h28'59" |            |
| Savilia Blunk | Cross-country | 1h31'52" | 12ª        |

### Equitazione

#### Dressage
| Atleta | Cavallo | Evento | Grand Prix | Grand Prix | Grand Prix Freestyle | Grand Prix Freestyle | Totale    | Totale    |
| Atleta | Cavallo | Evento | Punteggio  | Posizione  | Tecnico              | Artistico            | Punteggio | Posizione |
| ------ | ------- | ------ | ---------- | ---------- | -------------------- | -------------------- | --------- | --------- |

#### Eventing
| Atleta | Cavallo | Evento | Dressage | Dressage  | Cross-country | Cross-country | Cross-country | Jumping    | Jumping    | Jumping    | Jumping  | Jumping | Jumping   | Totale   | Totale    |
| Atleta | Cavallo | Evento | Dressage | Dressage  | Cross-country | Cross-country | Cross-country | Qualifiche | Qualifiche | Qualifiche | Finale   | Finale  | Finale    | Totale   | Totale    |
| Atleta | Cavallo | Evento | Penalità | Posizione | Penalità      | Totale        | Posizione     | Penalità   | Totale     | Posizione  | Penalità | Totale  | Posizione | Penalità | Posizione |
| ------ | ------- | ------ | -------- | --------- | ------------- | ------------- | ------------- | ---------- | ---------- | ---------- | -------- | ------- | --------- | -------- | --------- |

#### Jumping
| Atleta | Cavallo | Evento | Qualificazione | Qualificazione | Finale   | Finale | Finale    |
| Atleta | Cavallo | Evento | Penalità       | Posizione      | Penalità | Tempo  | Posizione |
| ------ | ------- | ------ | -------------- | -------------- | -------- | ------ | --------- |

### Ginnastica
La squadra maschile è stata nominata il 29 giugno 2024. Il miglior classificato all-around che ha registrato i primi tre punteggi su almeno tre attrezzi, Fred Richard, è stato automaticamente nominato nella squadra olimpica. Brody Malone, Paul Juda e Asher Hong, il secondo, quarto e quinto classificato, sono stati nominati nella squadra dal comitato di selezione. Stephen Nedoroscik, uno specialista del cavallo con maniglie, è stata la quinta persona nominata nella squadra. Shane Wiskus, un olimpionico del 2020, e Khoi Young sono stati nominati come sostituti per la squadra maschile.
La squadra femminile è stata nominata il 30 giugno 2024. La miglior classificata all-around, la campionessa olimpica e mondiale Simone Biles, è stata nominata nella sua terza squadra olimpica come vincitrice delle prove nell'all-around.[136] Sunisa Lee, Jordan Chiles e Jade Carey, che si sono classificate al secondo, terzo e quarto posto, sono state nominate nella loro seconda squadra olimpica dal comitato di selezione. La sedicenne Hezly Rivera è stata la quinta persona nominata nella squadra dal comitato di selezione dopo essersi classificata al quinto posto nel concorso generale; è diventata l'atleta più giovane dell'intera delegazione olimpica statunitense del 2024. Joscelyn Roberson e Leanne Wong sono state nominate come alternative per la squadra femminile.

#### Artistica
Maschile
| Atleta             | Evento               | Qualificazione                               | Qualificazione                               | Qualificazione                               | Qualificazione                               | Qualificazione                               | Qualificazione                               | Qualificazione                               | Qualificazione                               | Finale   | Finale   | Finale   | Finale   | Finale   | Finale   | Finale  | Finale    |
| Atleta             | Evento               | Attrezzi                                     | Attrezzi                                     | Attrezzi                                     | Attrezzi                                     | Attrezzi                                     | Attrezzi                                     | Totale                                       | Posizione                                    | Attrezzi | Attrezzi | Attrezzi | Attrezzi | Attrezzi | Attrezzi | Totale  | Posizione |
| Atleta             | Evento               | CL                                           | C                                            | A                                            | V                                            | P                                            | S                                            | Totale                                       | Posizione                                    | CL       | C        | A        | V        | P        | S        | Totale  | Posizione |
| ------------------ | -------------------- | -------------------------------------------- | -------------------------------------------- | -------------------------------------------- | -------------------------------------------- | -------------------------------------------- | -------------------------------------------- | -------------------------------------------- | -------------------------------------------- | -------- | -------- | -------- | -------- | -------- | -------- | ------- | --------- |
| Asher Hong         | Concorso a squadre   | 14.100                                       | —                                            | 14.633                                       | 14.700                                       | 14.300                                       | 12.600                                       | —                                            | —                                            | 14.133   | —        | 14.533   | 14.833   | 14.400   | —        | —       | —         |
| Paul Juda          | Concorso a squadre   | 13.966                                       | 13.600                                       | 13.400                                       | 14.533                                       | 14.033                                       | 13.333                                       | 82.865                                       | 13°                                          | 14.200   | 13.900   | —        | 14.666   | —        | 13.366   | —       | —         |
| Brody Malone       | Concorso a squadre   | 12.666                                       | 12.100                                       | 14.233                                       | 13.833                                       | 14.533                                       | 12.233                                       | 79.598                                       | 30°                                          |          | 13.700   | 14.166   | 14.533   | 14.433   | 14.166   | —       | —         |
| Stephen Nedoroscik | Concorso a squadre   | —                                            | 15.200 Q                                     | —                                            | —                                            | —                                            | —                                            | —                                            | —                                            | —        | 14.866   | —        | —        | —        | —        | —       | —         |
| Fred Richard       | Concorso a squadre   | 13.833                                       | 13.633                                       | 13.500                                       | 13.933                                       | 14.433                                       | 14.166                                       | 83.498                                       | 10°                                          | 14.466   | —        | 14.033   | —        | 14.566   | 14.833   | —       | —         |
| Totale squadra     | Concorso a squadre   | 41.899                                       | 42.433                                       | 42.366                                       | 43.166                                       | 43.266                                       | 40.099                                       | 253.229                                      | 5°                                           | 42.799   | 42.466   | 42.732   | 44.032   | 43.399   | 42.365   | 257.793 |           |
| Paul Juda          | Concorso individuale | Vedi sopra qualificazioni concorso a squadre | Vedi sopra qualificazioni concorso a squadre | Vedi sopra qualificazioni concorso a squadre | Vedi sopra qualificazioni concorso a squadre | Vedi sopra qualificazioni concorso a squadre | Vedi sopra qualificazioni concorso a squadre | Vedi sopra qualificazioni concorso a squadre | Vedi sopra qualificazioni concorso a squadre | 13.533   | 13.866   | 13.433   | 13.733   | 13.866   | 13.766   | 82.197  | 14º       |
| Fred Richard       | Concorso individuale | Vedi sopra qualificazioni concorso a squadre | Vedi sopra qualificazioni concorso a squadre | Vedi sopra qualificazioni concorso a squadre | Vedi sopra qualificazioni concorso a squadre | Vedi sopra qualificazioni concorso a squadre | Vedi sopra qualificazioni concorso a squadre | Vedi sopra qualificazioni concorso a squadre | Vedi sopra qualificazioni concorso a squadre | 13.200   | 12.733   | 13.600   | 14.100   | 14.133   | 14.400   | 82.166  | 15º       |
| Stephen Nedoroscik | Cavallo              | N.D.                                         | 15.200                                       | N.D.                                         | N.D.                                         | N.D.                                         | N.D.                                         | N.D.                                         | 2° Q                                         | N.D.     | 15.300   | N.D.     | N.D.     | N.D.     | N.D.     | N.D.    |           |

Femminile
| Atleta         | Evento                 | Qualificazione                               | Qualificazione                               | Qualificazione                               | Qualificazione                               | Qualificazione                               | Qualificazione                               | Finale   | Finale   | Finale   | Finale   | Finale  | Finale    |
| Atleta         | Evento                 | Attrezzi                                     | Attrezzi                                     | Attrezzi                                     | Attrezzi                                     | Totale                                       | Posizione                                    | Attrezzi | Attrezzi | Attrezzi | Attrezzi | Totale  | Posizione |
| Atleta         | Evento                 | CL                                           | V                                            | T                                            | P                                            | Totale                                       | Posizione                                    | CL       | V        | T        | P        | Totale  | Posizione |
| -------------- | ---------------------- | -------------------------------------------- | -------------------------------------------- | -------------------------------------------- | -------------------------------------------- | -------------------------------------------- | -------------------------------------------- | -------- | -------- | -------- | -------- | ------- | --------- |
| Simone Biles   | Concorso a squadre     | 14.600 Q                                     | 15.800 Q                                     | 14.733 Q                                     | 14.433                                       | 59.566                                       | 1ª Q                                         | 14.666   | 14.900   | 14.366   | 14.400   | —       | —         |
| Jade Carey     | Concorso a squadre     | 10.633                                       | 14.666 Q                                     | —                                            | —                                            | —                                            | —                                            | —        | 14.800   | —        | —        | —       | —         |
| Jordan Chiles  | Concorso a squadre     | 13.866 Q                                     | 14.333                                       | 13.600                                       | 14.266                                       | 56.065                                       | 4ª                                           | 13.966   | 14.400   | 12.733   | 14.366   | —       | —         |
| Sunisa Lee     | Concorso a squadre     | 13.100                                       | 14.133                                       | 14.033 Q                                     | 14.866 Q                                     | 56.132                                       | 3ª Q                                         | 13.533   | —        | 14.600   | 14.566   | —       | —         |
| Hezly Rivera   | Concorso a squadre     | —                                            | —                                            | 12.633                                       | 13.900                                       | —                                            | —                                            | —        | —        | —        | —        | —       | —         |
| Totale squadra | Concorso a squadre     | 41.566                                       | 44.799                                       | 42.366                                       | 43.565                                       | 172.296                                      | 1ª Q                                         | 42.165   | 44.100   | 41.699   | 43.332   | 171.296 |           |
| Simone Biles   | Concorso individuale   | Vedi sopra qualificazioni concorso a squadre | Vedi sopra qualificazioni concorso a squadre | Vedi sopra qualificazioni concorso a squadre | Vedi sopra qualificazioni concorso a squadre | Vedi sopra qualificazioni concorso a squadre | Vedi sopra qualificazioni concorso a squadre | 15.066   | 15.766   | 14.566   | 13.733   | 59.131  |           |
| Sunisa Lee     | Concorso individuale   | Vedi sopra qualificazioni concorso a squadre | Vedi sopra qualificazioni concorso a squadre | Vedi sopra qualificazioni concorso a squadre | Vedi sopra qualificazioni concorso a squadre | Vedi sopra qualificazioni concorso a squadre | Vedi sopra qualificazioni concorso a squadre | 13.666   | 13.933   | 14.000   | 14.866   | 56.465  |           |
| Simone Biles   | Corpo libero           | 14.600                                       | N.D.                                         | N.D.                                         | N.D.                                         | N.D.                                         | 1ª Q                                         | 14.133   | N.D.     | N.D.     | N.D.     | N.D.    |           |
| Jordan Chiles  | Corpo libero           | 13.866                                       | N.D.                                         | N.D.                                         | N.D.                                         | N.D.                                         | 3ª Q                                         | 13.666   | N.D.     | N.D.     | N.D.     | N.D.    | 5ª        |
| Simone Biles   | Volteggio              | N.D.                                         | 15.300                                       | N.D.                                         | N.D.                                         | N.D.                                         | 1ª Q                                         | N.D.     | 15.300   | N.D.     | N.D.     | N.D.    |           |
| Jade Carey     | Volteggio              | N.D.                                         | 14.433                                       | N.D.                                         | N.D.                                         | N.D.                                         | 3ª Q                                         | N.D.     | 14.466   | N.D.     | N.D.     | N.D.    |           |
| Simone Biles   | Trave                  | N.D.                                         | N.D.                                         | 14.733                                       | N.D.                                         | N.D.                                         | 2ª Q                                         | N.D.     | N.D.     | 13.100   | N.D.     | N.D.    | 5ª        |
| Sunisa Lee     | Trave                  | N.D.                                         | N.D.                                         | 14.033                                       | N.D.                                         | N.D.                                         | 4ª Q                                         | N.D.     | N.D.     | 13.100   | N.D.     | N.D.    | 6ª        |
| Sunisa Lee     | Parallele asimmetriche | N.D.                                         | N.D.                                         | N.D.                                         | 14.866                                       | N.D.                                         | 3ª Q                                         | N.D.     | N.D.     | N.D.     | 14.800   | N.D.    |           |

### Golf
| Atleta            | Evento    | Round 1   | Round 2   | Round 3   | Round 4   | Totale | Totale | Totale     |
| Atleta            | Evento    | Punteggio | Punteggio | Punteggio | Punteggio | Totale | Par    | Classifica |
| ----------------- | --------- | --------- | --------- | --------- | --------- | ------ | ------ | ---------- |
| Wyndham Clark     | Maschile  | 75        | 68        | 65        | 65        | 273    | −11    | 14º        |
| Collin Morikawa   | Maschile  | 70        | 68        | 70        | 70        | 278    | −6     | 24º        |
| Xander Schauffele | Maschile  | 65        | 66        | 68        | 73        | 272    | −12    | 9º         |
| Scottie Scheffler | Maschile  | 67        | 69        | 67        | 62        | 265    | −19    |            |
| Nelly Korda       | Femminile | 72        | 70        | 70        | 75        | 287    | −1     | 22ª        |
| Lilia Vu          | Femminile | 70        | 73        | 76        | 74        | 293    | +5     | 36ª        |
| Rose Zhang        | Femminile | 72        | 70        | 67        | 74        | 283    | –5     | 8ª         |

### Judo
| Atleta | Evento | 16-esimi             | Ottavi               | Quarti               | Semifinali           | Ripescaggio          | Med. bronzo          | Finale               | Posizione |
| Atleta | Evento | Avversario Risultato | Avversario Risultato | Avversario Risultato | Avversario Risultato | Avversario Risultato | Avversario Risultato | Avversario Risultato | Posizione |
| ------ | ------ | -------------------- | -------------------- | -------------------- | -------------------- | -------------------- | -------------------- | -------------------- | --------- |

### Nuoto
Maschile
| Atleta                                                                                         | Evento               | Batterie | Batterie  | Semifinali      | Semifinali      | Finale          | Finale          |
| Atleta                                                                                         | Evento               | Tempo    | Posizione | Tempo           | Posizione       | Tempo           | Posizione       |
| ---------------------------------------------------------------------------------------------- | -------------------- | -------- | --------- | --------------- | --------------- | --------------- | --------------- |
| Caeleb Dressel                                                                                 | 50 m stile libero    | 21"91    | 13º Q     | 21"58           | 5º Q            | 21"61           | 6º              |
| Chris Guiliano                                                                                 | 50 m stile libero    | 21"97    | 17º       | Non qualificato | Non qualificato | Non qualificato | Non qualificato |
| Jack Alexy                                                                                     | 100 m stile libero   | 47"57    | 1º Q      | 47"68           | 6º Q            | 47"96           | 7º              |
| Chris Guiliano                                                                                 | 100 m stile libero   | 48"25    | 8º Q      | 47"72           | 7º Q            | 47"98           | 8º              |
| Chris Guiliano                                                                                 | 200 m stile libero   | 1'47"60  | 19º       | Non qualificato | Non qualificato | Non qualificato | Non qualificato |
| Luke Hobson                                                                                    | 200 m stile libero   | 1'46"23  | 7º Q      | 1'45"19         | 3º Q            | 1'44"79         |                 |
| Aaron Shackell                                                                                 | 400 m stile libero   | 3'45"45  | 6º Q      | N.D.            | N.D.            | 3'47"00         | 8º              |
| Kieran Smith                                                                                   | 400 m stile libero   | 3'46"47  | 11º       | N.D.            | N.D.            | Non qualificato | Non qualificato |
| Robert Finke                                                                                   | 800 m stile libero   | 7'43"00  | 5º Q      | N.D.            | N.D.            | 7'38"75         |                 |
| Luke Whitlock                                                                                  | 800 m stile libero   | 7'49"26  | 15º       | N.D.            | N.D.            | Non qualificato | Non qualificato |
| Robert Finke                                                                                   | 1500 m stile libero  | 14'45"31 | 6º Q      | N.D.            | N.D.            | 14'30"67        |                 |
| David Johnston                                                                                 | 1500 m stile libero  | 15'10"64 | 18º       | N.D.            | N.D.            | Non qualificato | Non qualificato |
| Hunter Armstrong                                                                               | 100 m dorso          | 53"34    | 9º Q      | 53"11           | 11º             | Non qualificato | Non qualificato |
| Ryan Murphy                                                                                    | 100 m dorso          | 53"06    | 4º Q      | 52"72           | 6º Q            | 52" 39          |                 |
| Keaton Jones                                                                                   | 200 m dorso          | 1'57"54  | 11º Q     | 1'56"39         | 6º Q            | 1'55"39         | 5º              |
| Ryan Murphy                                                                                    | 200 m dorso          | 1'57"03  | 5º Q      | 1'56"62         | 10º             | Non qualificato | Non qualificato |
| Nic Fink                                                                                       | 100 m rana           | 59"66    | 10º Q     | 59"16           | 4º Q            | 59"05           |                 |
| Charlie Swanson                                                                                | 100 m rana           | 59"92    | 14º Q     | 1'00"16         | 14º             | Non qualificato | Non qualificato |
| Matthew Fallon                                                                                 | 200 m rana           | 2'10"49  | 11º Q     | 2'09"96         | 10º             | Non qualificato | Non qualificato |
| Josh Matheny                                                                                   | 200 m rana           | 2'10"39  | 10º Q     | 2'09"70         | 6º Q            | 2'09"52         | 7º              |
| Caeleb Dressel                                                                                 | 100 m farfalla       | 50"83    | 6º Q      | 51"57           | 13º             | Non qualificato | Non qualificato |
| Thomas Heilman                                                                                 | 100 m farfalla       | 51"82    | 18º       | Non qualificato | Non qualificato | Non qualificato | Non qualificato |
| Thomas Heilman                                                                                 | 200 m farfalla       | 1'55"74  | 11º Q     | 1'54"87         | 10º             | Non qualificato | Non qualificato |
| Luca Urlando                                                                                   | 200 m farfalla       | 1'56"18  | 17º       | Non qualificato | Non qualificato | Non qualificato | Non qualificato |
| Shaine Casas                                                                                   | 200 m misti          | 1'58"04  | 5º Q      | 1'57"82         | 9º              | Non qualificato | Non qualificato |
| Carson Foster                                                                                  | 200 m misti          | 1'58"63  | 10º Q     | 1'56"37         | 2º Q            | 1'56"10         | 4º              |
| Carson Foster                                                                                  | 400 m misti          | 4'11"07  | 4º Q      | N.D.            | N.D.            | 4'08"66         |                 |
| Chase Kalisz                                                                                   | 400 m misti          | 4'13"36  | 11º       | N.D.            | N.D.            | Non qualificato | Non qualificato |
| Jack Alexy Hunter Armstrong Caeleb Dressel Chris Guiliano Ryan Held Matt King                  | 4×100 m stile libero | 3'12"61  | 4º Q      | N.D.            | N.D.            | 3'09"28         |                 |
| Brooks Curry Carson Foster Chris Guiliano Luke Hobson Drew Kibler Blake Pieroni Kieran Smith   | 4×200 m stile libero | 7'05"57  | 2º Q      | N.D.            | N.D.            | 7'00"78         |                 |
| Jack Alexy Hunter Armstrong Caeleb Dressel Nic Fink Thomas Heilman Ryan Murphy Charlie Swanson | 4×100 m misti        | 3'31"62  | 3º Q      | N.D.            | N.D.            | 3'28"01         |                 |
| Ivan Puskovitch                                                                                | Maratona 10 km       | N.D.     | N.D.      | N.D.            | N.D.            | 1h57'52"5       | 19º             |

Femminile
| Atleta | Evento               | Batterie | Batterie  | Semifinali      | Semifinali      | Finale          | Finale          |
| Atleta | Evento               | Tempo    | Posizione | Tempo           | Posizione       | Tempo           | Posizione       |
| --- | -------------------- | -------- | --------- | --------------- | --------------- | --------------- | --------------- |
| Simone Manuel                                                                                              | 50 m stile libero    | 24"87    | 18ª       | Non qualificata | Non qualificata | Non qualificata | Non qualificata |
| Gretchen Walsh                                                                                             | 50 m stile libero    | 24"37    | 3ª Q      | 24"17           | 2ª Q            | 24"21           | 4ª              |
| Torri Huske                                                                                                | 100 m stile libero   | 53"53    | 7ª Q      | 52"99           | 7ª Q            | 52"29           |                 |
| Gretchen Walsh                                                                                             | 100 m stile libero   | 53"54    | 8ª Q      | 53"18           | 8ª Q            | 53"04           | 8ª              |
| Erin Gemmell                                                                                               | 200 m stile libero   | 1'57"23  | 11ª Q     | 1'56"46         | 9ª              | Non qualificata | Non qualificata |
| Claire Weinstein                                                                                           | 200 m stile libero   | 1'56"48  | 6ª Q      | 1'55"24         | 3ª Q            | 1'56"60         | 8ª              |
| Katie Ledecky                                                                                              | 400 m stile libero   | 4'02"19  | 1ª Q      | N.D.            | N.D.            | 4'00"86         |                 |
| Paige Madden                                                                                               | 400 m stile libero   | 4'03"34  | 6ª Q      | N.D.            | N.D.            | 4"02'26         | 6ª              |
| Katie Ledecky                                                                                              | 800 m stile libero   | 8'16"62  | 1ª Q      | N.D.            | N.D.            | 8'11"04         |                 |
| Paige Madden                                                                                               | 800 m stile libero   | 8'18"48  | 2ª Q      | N.D.            | N.D.            | 8'13"00         |                 |
| Katie Grimes                                                                                               | 1500 m stile libero  | 16'12"11 | 10ª       | N.D.            | N.D.            | Non qualificata | Non qualificata |
| Katie Ledecky                                                                                              | 1500 m stile libero  | 15'47"43 | 1ª Q      | N.D.            | N.D.            | 15'30"02        |                 |
| Katharine Berkoff                                                                                          | 100 m dorso          | 57"99    | 1ª Q      | 58"27           | 3ª Q            | 57"98           |                 |
| Regan Smith                                                                                                | 100 m dorso          | 58"45    | 2ª Q      | 57"97           | 1ª Q            | 57"66           |                 |
| Phoebe Bacon                                                                                               | 200 m dorso          | 2'09"00  | 4ª Q      | 2'07"32         | 1ª Q            | 2'05"61         | 4ª              |
| Regan Smith                                                                                                | 200 m dorso          | 2'09"61  | 6ª Q      | 2'08"14         | 6ª Q            | 2'04"26         |                 |
| Lilly King                                                                                                 | 100 m rana           | 1'06"10  | 5ª Q      | 1'05"64         | 3ª Q            | 1'05"60         | 4ª              |
| Emma Weber                                                                                                 | 100 m rana           | 1'07"65  | 23ª       | Non qualificata | Non qualificata | Non qualificata | Non qualificata |
| Kate Douglass                                                                                              | 200 m rana           | 2'23"44  | 3ª Q      | 2'19"74         | 1ª Q            | 2'19"24         |                 |
| Lilly King                                                                                                 | 200 m rana           | 2'24"91  | 11ª Q     | 2'23"25         | 6ª Q            | 2'25"91         | 8ª              |
| Torri Huske                                                                                                | 100 m farfalla       | 56"72    | 3ª Q      | 56"00           | 2ª Q            | 55"59           |                 |
| Gretchen Walsh                                                                                             | 100 m farfalla       | 56"75    | 4ª Q      | 55"38           | 1ª Q            | 55"63           |                 |
| Alex Shackell                                                                                              | 200 m farfalla       | 2'07"49  | 5ª Q      | 2'06"46         | 5ª Q            | 2'07"73         | 6ª              |
| Regan Smith                                                                                                | 200 m farfalla       | 2'06"99  | 2ª Q      | 2'05"39         | 2ª Q            | 2'03"84         |                 |
| Kate Douglass                                                                                              | 200 m misti          | 2'10"70  | 5ª Q      | 2'08"59         | 3ª Q            | 2'06"92         |                 |
| Alexandra Walsh                                                                                            | 200 m misti          | 2'10"48  | 3ª Q      | 2'07"45         | 1ª Q            | DSQ             | DSQ             |
| Katie Grimes                                                                                               | 400 m misti          | 4'37"24  | 2ª Q      | N.D.            | N.D.            | 4'33"40         |                 |
| Emma Weyant                                                                                                | 400 m misti          | 4'36"27  | 1ª Q      | N.D.            | N.D.            | 4'34"93         |                 |
| Erika Connolly Kate Douglass Torri Huske Simone Manuel Gretchen Walsh Abbey Weitzeil                       | 4×100 m stile libero | 3'33"29  | 2ª Q      | N.D.            | N.D.            | 3'30"20         |                 |
| Erin Gemmel Katie Ledecky Paige Madden Simone Manuel Anna Peplowski Alex Shackell Claire Weinstein         | 4×200 m stile libero | 7'52"72  | 4ª Q      | N.D.            | N.D.            | 7'40"86         |                 |
| Katharine Berkoff Kate Douglass Torri Huske Lilly King Alex Shackell Regan Smith Gretchen Walsh Emma Weber | 4×100 m misti        | 3'56"40  | 4ª Q      | N.D.            | N.D.            | 3'49"63         |                 |
| Mariah Denigan                                                                                             | Maratona 10 km       | N.D.     | N.D.      | N.D.            | N.D.            | 2h06'42"9       | 16ª             |
| Katie Grimes                                                                                               | Maratona 10 km       | N.D.     | N.D.      | N.D.            | N.D.            | 2h06'29"6       | 15ª             |

Misto
| Atleta | Evento        | Batterie | Batterie  | Finale  | Finale    |
| Atleta | Evento        | Tempo    | Posizione | Tempo   | Posizione |
| --- | ------------- | -------- | --------- | ------- | --------- |
| Caeleb Dressel Nic Fink Torri Huske Ryan Murphy Regan Smith Charlie Swanson Gretchen Walsh Abbey Weitzeil | 4×100 m misti | 3'40"98  | 1ª Q      | 3'37"43 |           |

### Pentathlon moderno
| Atleta | Evento | Scherma   | Scherma   | Scherma  | Nuoto | Nuoto     | Nuoto    | Equitazione | Equitazione | Equitazione | Combinato: corsa/pistola | Combinato: corsa/pistola | Combinato: corsa/pistola | Totale | Posizione finale |
| Atleta | Evento | Risultati | Posizione | PM punti | Tempo | Posizione | PM punti | Penalità    | Posizione   | Punti PM    | Tempo                    | Posizione                | Punti PM                 | Totale | Posizione finale |
| ------ | ------ | --------- | --------- | -------- | ----- | --------- | -------- | ----------- | ----------- | ----------- | ------------------------ | ------------------------ | ------------------------ | ------ | ---------------- |

### Scherma
Maschile
| Atleta | Evento | Trentaduesimi        | Sedicesimi           | Ottavi di finale     | Quarti di finale     | Semifinali           | Finale               | Pos. |
| Atleta | Evento | Avversario Risultato | Avversario Risultato | Avversario Risultato | Avversario Risultato | Avversario Risultato | Avversario Risultato | Pos. |
| ------ | ------ | -------------------- | -------------------- | -------------------- | -------------------- | -------------------- | -------------------- | ---- |

Femminile
| Atleta | Evento | Trentaduesimi        | Sedicesimi           | Ottavi di finale     | Quarti di finale     | Semifinali           | Finale               | Pos. |
| Atleta | Evento | Avversario Risultato | Avversario Risultato | Avversario Risultato | Avversario Risultato | Avversario Risultato | Avversario Risultato | Pos. |
| ------ | ------ | -------------------- | -------------------- | -------------------- | -------------------- | -------------------- | -------------------- | ---- |

### Skateboard
| Atleta          | Evento           | Qualificazione | Qualificazione | Finale          | Finale          |
| Atleta          | Evento           | Punteggio      | Pos.           | Punteggio       | Pos.            |
| --------------- | ---------------- | -------------- | -------------- | --------------- | --------------- |
| Gavin Bottger   | Park maschile    | 86,95          | 10º            | Non qualificato | Non qualificato |
| Tate Carew      | Park maschile    | 90,42          | 4º Q           | 91,17           | 5º              |
| Tom Schaar      | Park maschile    | 92,05          | 2º Q           | 92,23           |                 |
| Ruby Lilley     | Park femminile   | 75,07          | 13ª            | Non qualificata | Non qualificata |
| Minna Stess     | Park femminile   | 54,71          | 19ª            | Non qualificata | Non qualificata |
| Bryce Wettstein | Park femminile   | 85,65          | 2ª Q           | 88,12           | 6ª              |
| Jagger Eaton    | Street maschile  | 274,88         | 1º Q           | 281,04          |                 |
| Nyjah Huston    | Street maschile  | 272,66         | 2º Q           | 279.38          |                 |
| Chris Joslin    | Street maschile  | 50,84          | 21º            | Non qualificato | Non qualificato |
| Mariah Duran    | Street femminile | 58,36          | 22ª            | Non qualificata | Non qualificata |
| Paige Heyn      | Street femminile | 244,29         | 6ª Q           | 163,23          | 6ª              |
| Poe Pinson      | Street femminile | 241,12         | 8ª Q           | 222,34          | 5ª              |

### Tennis
Maschile
| Atleta | Evento | 32-esimi | 32-esimi | 16-esimi | 16-esimi | Ottavi di finale | Ottavi di finale | Quarti di finale | Quarti di finale | Semifinali | Semifinali | Finale | Finale | Classifica |
| Atleta | Evento | Avver.   | Punt.    | Avver.   | Punt.    | Avver.           | Punt.            | Avver.           | Punt.            | Avver.     | Punt.      | Avver. | Punt.  | Classifica |
| ------ | ------ | -------- | -------- | -------- | -------- | ---------------- | ---------------- | ---------------- | ---------------- | ---------- | ---------- | ------ | ------ | ---------- |

Femminile
| Atleta | Evento | 32-esimi | 32-esimi | 16-esimi | 16-esimi | Ottavi di finale | Ottavi di finale | Quarti di finale | Quarti di finale | Semifinali | Semifinali | Finale | Finale | Classifica |
| Atleta | Evento | Avver.   | Punt.    | Avver.   | Punt.    | Avver.           | Punt.            | Avver.           | Punt.            | Avver.     | Punt.      | Avver. | Punt.  | Classifica |
| ------ | ------ | -------- | -------- | -------- | -------- | ---------------- | ---------------- | ---------------- | ---------------- | ---------- | ---------- | ------ | ------ | ---------- |

### Tiro a segno/volo
Maschile
| Atleta | Evento | Qualificazione | Qualificazione | Finale    | Finale     |
| Atleta | Evento | Punteggio      | Classifica     | Punteggio | Classifica |
| ------ | ------ | -------------- | -------------- | --------- | ---------- |

Femminile
| Atleta | Evento | Qualificazione | Qualificazione | Finale    | Finale     |
| Atleta | Evento | Punteggio      | Classifica     | Punteggio | Classifica |
| ------ | ------ | -------------- | -------------- | --------- | ---------- |

Misto
| Atleta | Evento | Qualificazione | Qualificazione | Finale    | Finale     |
| Atleta | Evento | Punteggio      | Classifica     | Punteggio | Classifica |
| ------ | ------ | -------------- | -------------- | --------- | ---------- |

### Triathlon
| Atleta | Evento | Nuoto | Trans. 1 | Ciclismo | Trans. 2 | Corsa | Totale | Classifica |
| ------ | ------ | ----- | -------- | -------- | -------- | ----- | ------ | ---------- |

### Vela
Maschile
| Atleta | Evento | Regata | Regata | Regata | Regata | Regata | Regata | Regata | Regata | Regata | Regata | Regata | Regata | Regata | Punteggio Totale | Punteggio Netto | Classifica |
| Atleta | Evento | 1      | 2      | 3      | 4      | 5      | 6      | 7      | 8      | 9      | 10     | 11     | 12     | M      | Punteggio Totale | Punteggio Netto | Classifica |
| ------ | ------ | ------ | ------ | ------ | ------ | ------ | ------ | ------ | ------ | ------ | ------ | ------ | ------ | ------ | ---------------- | --------------- | ---------- |

Femminile
| Atleta | Evento | Regata | Regata | Regata | Regata | Regata | Regata | Regata | Regata | Regata | Regata | Regata | Regata | Regata | Punteggio Totale | Punteggio Netto | Classifica |
| Atleta | Evento | 1      | 2      | 3      | 4      | 5      | 6      | 7      | 8      | 9      | 10     | 11     | 12     | M      | Punteggio Totale | Punteggio Netto | Classifica |
| ------ | ------ | ------ | ------ | ------ | ------ | ------ | ------ | ------ | ------ | ------ | ------ | ------ | ------ | ------ | ---------------- | --------------- | ---------- |

Misti
| Atleta | Evento | Regata | Regata | Regata | Regata | Regata | Regata | Regata | Regata | Regata | Regata | Regata | Regata | Regata | Punteggio Totale | Punteggio Netto | Classifica |
| Atleta | Evento | 1      | 2      | 3      | 4      | 5      | 6      | 7      | 8      | 9      | 10     | 11     | 12     | M      | Punteggio Totale | Punteggio Netto | Classifica |
| ------ | ------ | ------ | ------ | ------ | ------ | ------ | ------ | ------ | ------ | ------ | ------ | ------ | ------ | ------ | ---------------- | --------------- | ---------- |